# بارسینه
بارسینه (یونانی: Βαρσίνη؛  حدود ۳۶۳ تا ۳۰۹ پیش از میلاد) دختر آرتاباز دوم، ساتراپ ایرانی فریگیه هلسپونت از یک زن یونانی رودسی که خواهر سرداران یونانی، منتور و ممنون بود، می‌باشد. بارسینه در آغاز همسر دایی‌اش منتور شد و پس از مرگ وی با دایی دوم خود، ممنون ازدواج کرد.
در سال ۳۳۴ پیش از میلاد، سالی که اسکندر به ایران حمله کرد، ممنون بارسینه و فرزندانش را برای اظهار وفاداری خود به عنوان گروگان به سوی داریوش سوم روانه کرد و در سال بعد، هنگامی که مقدونیان دمشق را تصرف کردند، بارسینه به دست اسکندر افتاد. ادعا می‌شود که بارسینه از اسکندر باردار شد و هراکلس را زاد. رابطه او با اسکندر بسیار مشکوک است - از پنج منبع اصلی، فقط پلوتارک و ژوستین از بارسین به عنوان معشوقه اسکندر یاد می‌کنند. آریان نیز یک بار به بارسینه اشاره می‌کند- نه اینکه او معشوقه اسکندر باشد، بلکه اسکندر در ازدواج دسته‌جمعی شوش دختر بارسینه و منتور را به عقد نئارخوس درمی‌آورد. احتمالاً روابط بارسینه و اسکندر برای توجیه پدر و مادردار بودن هراکلس ساخته شده است.
نئارخوس که داماد بارسینه بود، پس از دوازده سال از مرگ اسکندر در سال ۳۲۳ پیش از میلاد، از ادعای هراکلس برای تاج و تخت پشتیبانی کرد، پس او در آن زمان هفده ساله بود؛ این به این معنی است که او حدود ۵ سال پس از ملاقات احتمالی بارسینه و اسکندر در دمشق در سال ۳۳۳ پیش از میلاد، زاده شده‌ است. با مقایسه نوشته‌های دیودور و ژوستین، به نظر می‌رسد که او در پرگامون در کنار مادرش بزرگ شده‌ است و اینکه او نیز در سال ۳۰۹ پیش از میلاد به سرنوشت پسرش دچار و توسط پلی‌پرخون و به تحریک کاساندر، کشته شده‌ است. گاه بارسینه با استاتیرا، دختر داریوش سوم و همسر اسکندر، که ممکن است «بارسینه» نامیده می‌شده، اشتباه گرفته می‌شود.

### خواهران بارسینه
بارسینه در میان ده دختر اردباز (آرتاباز) بزرگترین دختر او بود. به فرمان اسکندر، دو خواهر دیگر بارسینه، اردونی (ارتونیس Artonis)، با اومنس  اهل کاردیا (Eumenes) و اردکامه (ارتاکاما Artacama)، با پتوله مایوس (Ptolemaîos Sōtḗr) از سرداران سپاه مقدونی، بیوگانی نمودند.